# Alba Rueda
Alba Rueda, née le 7 avril 1976, est une femme politique argentine devenue la première femme politique ouvertement transgenre du pays à occuper un poste gouvernemental (en) de haut niveau lorsqu'elle a été sous-secrétaire aux politiques de diversité au sein du ministère des Femmes, des Genres et de la Diversité, entre janvier 2020 et mai 2022.

## Jeunesse
Alba Rueda naît à Salta le 7 avril 1976. Elle déménage à Buenos Aires avec sa famille dans les années 1990, où elle connaît la pauvreté,. Elle fait son coming out à l'âge de seize ans en se rebaptisant Alba. Elle poursuit des études de philosophie à l'université de Buenos Aires, qu'elle abandonne peu avant la fin de ses études, invoquant la transphobie du personnel de l'université,.

## Militantisme
En 2003, Alba Rueda commence à se rendre à l'hôtel Gondolín, un centre pour les personnes transgenres à Buenos Aires qui est devenu une plaque tournante pour le mouvement transgenre argentin. Elle y rencontre des activistes transgenres locaux de renom, dont Marlene Wayar (en) et Lohana Berkins,. Alba Rueda plaide pour l'inclusion des femmes transgenres dans les espaces féministes et défend des causes transféministes,.. Elle fait campagne pour le mariage homosexuel en Argentine, qui a été légalisé par le gouvernement argentin en 2010. Elle fait également campagne avec succès pour l'adoption de la loi sur l'identité de genre en 2012,. Après l'adoption de cette loi, Alba Rueda créé le 0800, une ligne d'assistance téléphonique pour aider les Argentins transgenres à faire enregistrer leurs documents personnels à leur nom et à leur genre.
En 2006, Alba Rueda commence à travailler pour l'Institut national contre la discrimination, la xénophobie et le racisme (es). Pendant deux ans, elle n'est pas payée parce que son identité de genre ne correspond pas à ses papiers officiels. Elle commence à plaider publiquement pour que son identité de genre soit officiellement reconnue sur sa fiche de paie, ce qui est approuvé par la présidente de l'époque,Cristina Fernández de Kirchner, en 2008,. Le document national d'identité (es) (DNI) d'Alba Rueda est finalement modifié en 2019. Elle poursuit ensuite l'archevêque de Salta en justice parce qu'il refuse de mettre à jour son certificat de baptême avec le nom qu'elle a choisi.

## Distinctions
En 2021, Alba Rueda fait partie de la liste des 100 femmes de la BBC, qui reconnaît les femmes les plus influentes du monde.
En 2022, elle fait partie de la liste Time 100 Next du magazine Time qui recense les cent personnes les plus influentes dans le monde.
Le 8 mars 2023 elle se voit décerner le prix international de la femme de courage.